# Райс-Лейк (город, Миннесота)
Райс-Лейк (англ. Rice Lake) — бывший тауншип, теперь город в округе Сент-Луис, Миннесота, США. На 2000 год его население составило 4139 человек.

## География
По данным Бюро переписи населения США площадь города составляет 86,8 км², из которых 83,8 км² занимает суша, а 3,0 км² — вода (3,43 %).

## Демография
По данным переписи населения 2000 года здесь находились 4139 человек, 1494 домохозяйства и 1177 семей.  Плотность населения —  49,4 чел./км².  На территории города расположено 1518 построек со средней плотностью 18,1 построек на один квадратный километр. Расовый состав населения: 97,83 % белых, 0,29 % афроамериканцев, 0, % коренных американцев, 0,24 % азиатов, 0,10 % c Тихоокеанских островов, 0,10 % — других рас США и 0,87 % приходится на две или более других рас. Испанцы или латиноамериканцы любой расы составляли 0,41 % от популяции города.
Из 1494 домохозяйств в 37,3 % воспитывались дети до 18 лет, в 68,8 % проживали супружеские пары, в 6,2 % проживали незамужние женщины и в 21,2 % домохозяйств проживали несемейные люди. 16,8 % домохозяйств состояли из одного человека, при том 5,3 % из — одиноких пожилых людей старше 65 лет. Средний размер домохозяйства — 2,77, а семьи — 3,10 человека.
27,5 % населения — младше 18 лет, 7,2 % — в возрасте от 18 до 24 лет, 31,0 % — от 25 до 44, 24,9 % — от 45 до 64, и 9,4 % — старше 65 лет. Средний возраст — 38 лет. На каждые 100 женщин приходилось 103,1 мужчин.  На каждые 100 женщин старше 18 приходилось 104,9 мужчин.
Средний годовой доход домохозяйства составлял 51 341 доллар, а средний годовой доход семьи —  55 357 долларов. Средний доход мужчин —  39 894  доллара, в то время как у женщин — 28 095. Доход на душу населения составил 18 857 долларов. За чертой бедности находились 4,7 % семей и 5,5 % всего населения города, из которых 4,9 % младше 18 и 6,5 % старше 65 лет.